# Sân vận động Chi Lăng
Sân vận động Chi Lăng là một sân vận động đa chức năng ở phường Hải Châu I, quận Hải Châu thuộc thành phố Đà Nẵng, Việt Nam. Trước đây sân Chi Lăng từng là sân nhà của Câu lạc bộ bóng đá SHB Đà Nẵng (sân nhà hiện nay của đội là Sân vận động Hòa Xuân). Sân có sức chứa lên đến 28.000 chỗ ngồi. Hiện nay, sân được sử dụng là nơi tập luyện cho các vận động viên điền kinh của Đà Nẵng.
Năm 2010, chính quyền Đà Nẵng đã giao sân vận động này cho Tập đoàn Thiên Thanh làm dự án khu phức hợp thương mại và dịch vụ với giá 1.400 tỷ đồng. Sau khi chủ tịch tập đoàn Phạm Công Danh bị bắt vào tháng 7 năm 2014, sân vận động Chi Lăng trở thành tài sản liên quan vụ đại án.

## Hình ảnh

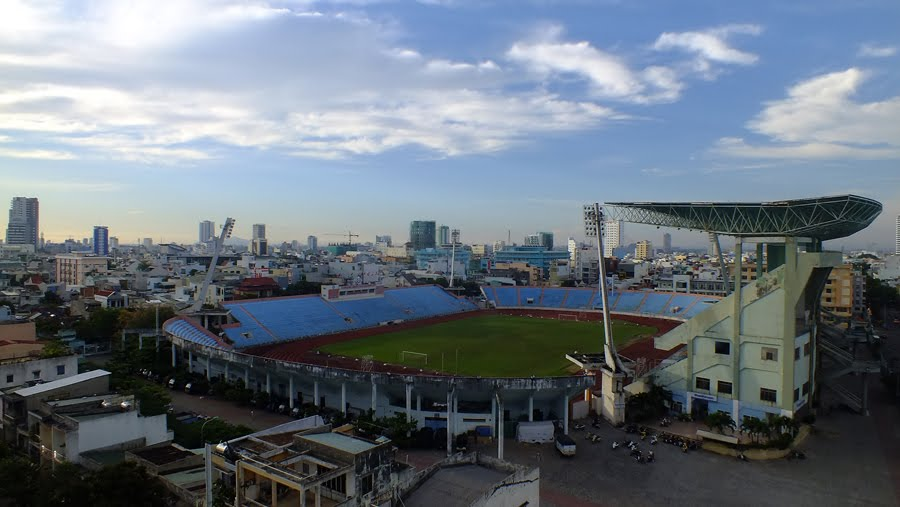
Toàn cảnh sân vận động Chi Lăng
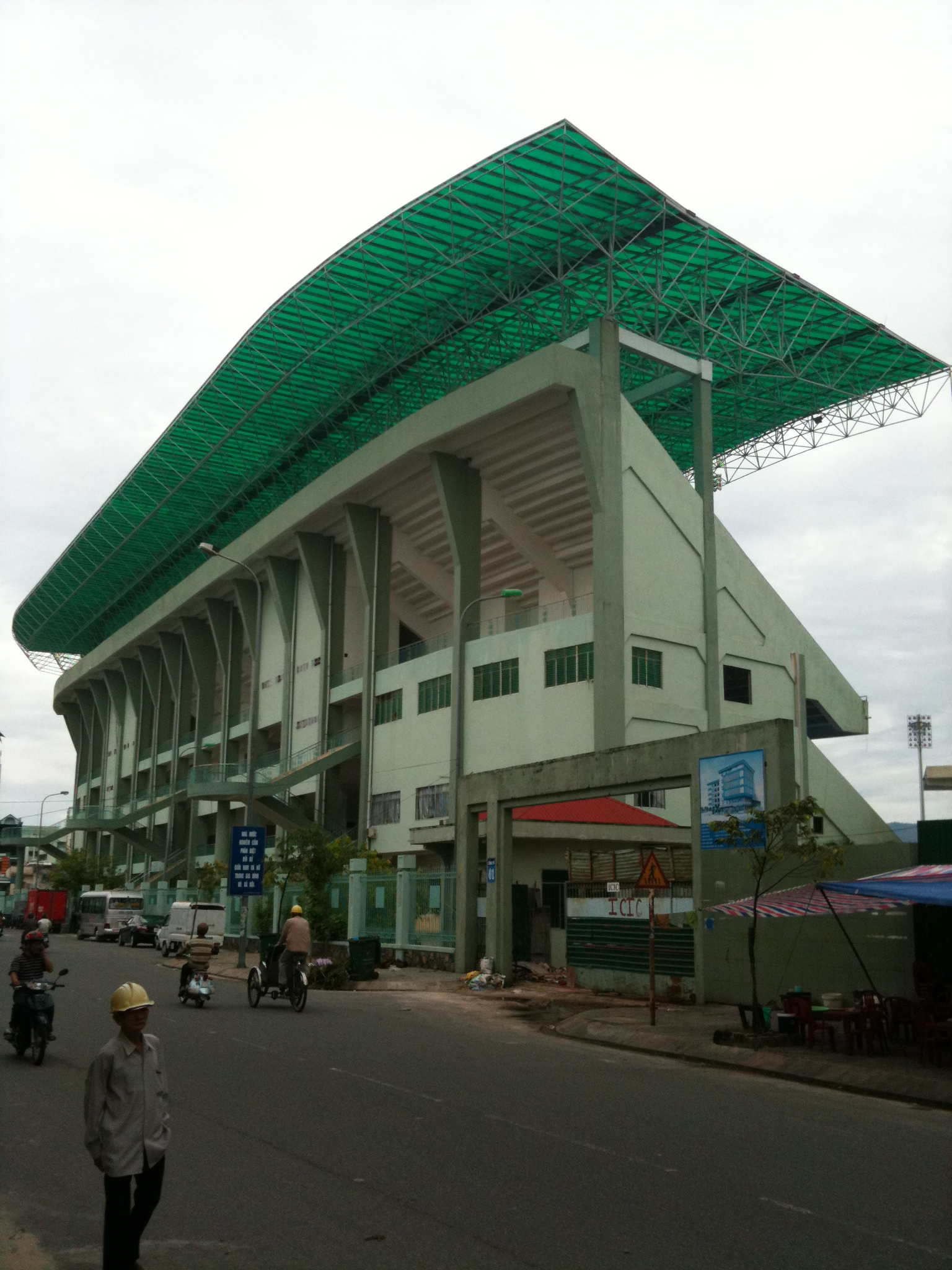
Bên ngoài sân vận động Chi Lăng